# Palazzo dei Diamanti
Pour l’article homonyme, voir Palazzo dei Diamanti (Vérone).
Le Palazzo dei Diamanti (en français : Palais des diamants) est un célèbre palais du centre historique de Ferrare, en Émilie-Romagne. Il est aussi l'un des exemples les plus marquants de l'architecture européenne de la Renaissance.
Financé par Hercule Ier d'Este, le palais est construit en 1492 dans l'axe de l'Addizione Erculea, par l'architecte Biagio Rossetti. La ville de Ferrare l'acquiert en 1832.

## Architecture
Elle est caractérisée principalement par le style bugnato qui marque le relief des façades du bâtiment avec plus de 8 500 blocs de marbre taillés en forme de pointes-de-diamant (d'où le nom du palais). Célèbres sont aussi ses candélabres  aux décorations phytomorphes.
L'intérieur présente une typique cour de style Renaissance avec un cloître (un seul côté est couvert d'une galerie d'arcades) et un puits de marbre ; ce dernier étant un élément caractéristique des jardins ferrarais.

## La pinacothèque nationale
Au piano nobile, le palais accueille la pinacothèque nationale, avec des œuvres fondamentales de l'école de Ferrare du Moyen Âge au XVIIIe siècle.
Les peintures les plus anciennes sont les grandes fresques du Triomphe de saint Augustin de Serafino da Modena. Cosmè Tura (présent avec le Jugement dernier et le Martyre de san Maurelio (it)), Ercole Ferrarese, Vicino da Ferrara et Michele Pannonio sont les principaux artistes qui illustrent le Quattrocento ferrarais. Certaines œuvres aux attributions plus incertaines comme la muse Érato et la muse Uranie proviennent des décorations du Studiolo de Belfiore, souhaitées par Lionel d'Este.
Le Cinquecento est représenté par le maître du maniérisme ferrarais Benvenuto Tisi, présent avec de nombreuses œuvres parmi lesquelles la pala Costabili, exécutée en collaboration avec Dosso Dossi. La collection rassemble aussi d'autres œuvres de maîtres de la période maniériste tels Bastianino, Vittore Carpaccio, l'Ortolano de Giuseppe Arcimboldo, Manieri, Panetti, Coltellini, Le Maestro degli Occhi Spalancati...

## L'espace d'art contemporain
Situé à étage inférieur, il est le siège de nombreuses expositions temporaires consacrées à l'art moderne.

## Autres illustrations

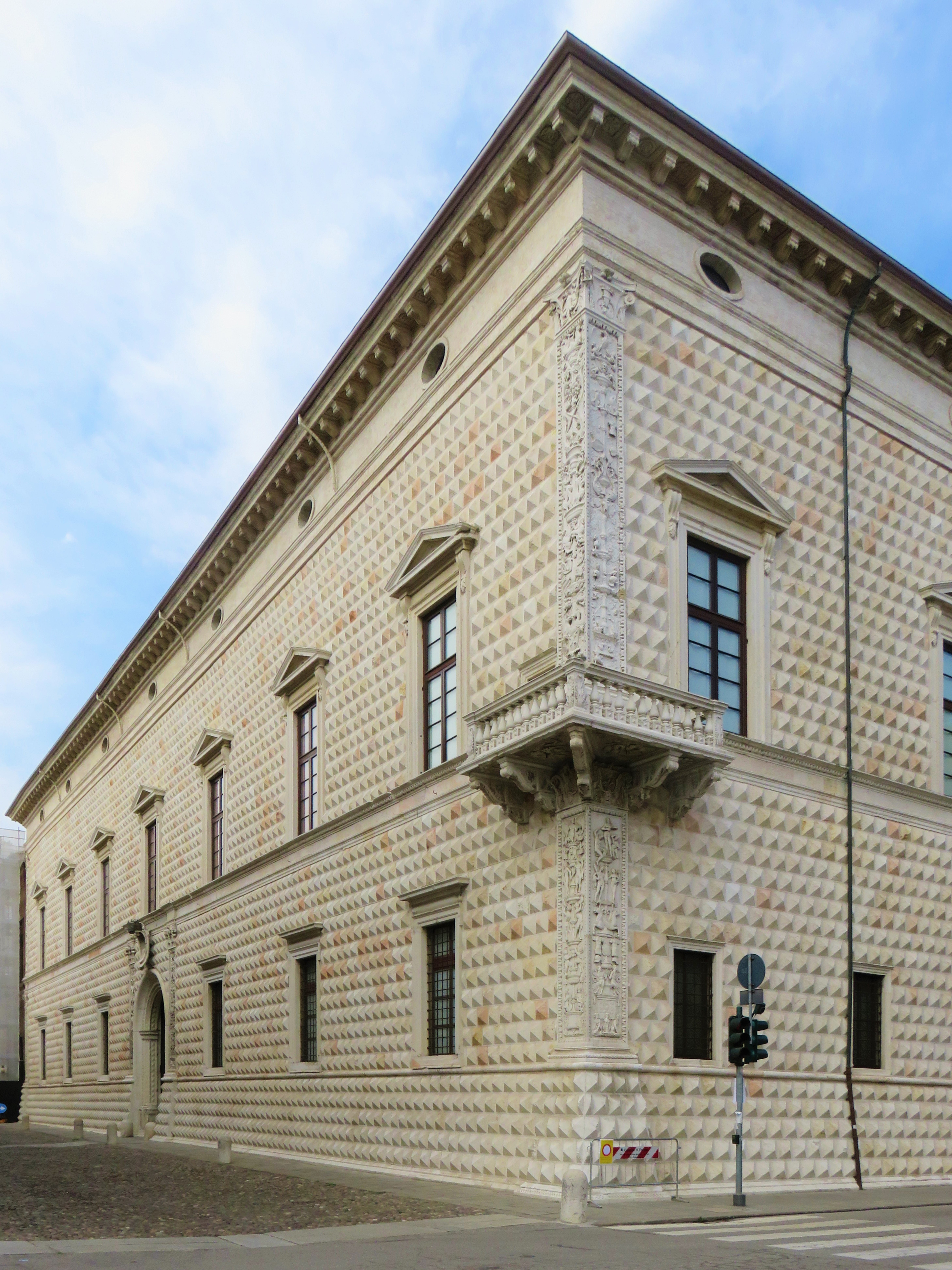
Vue angulaire des façades.
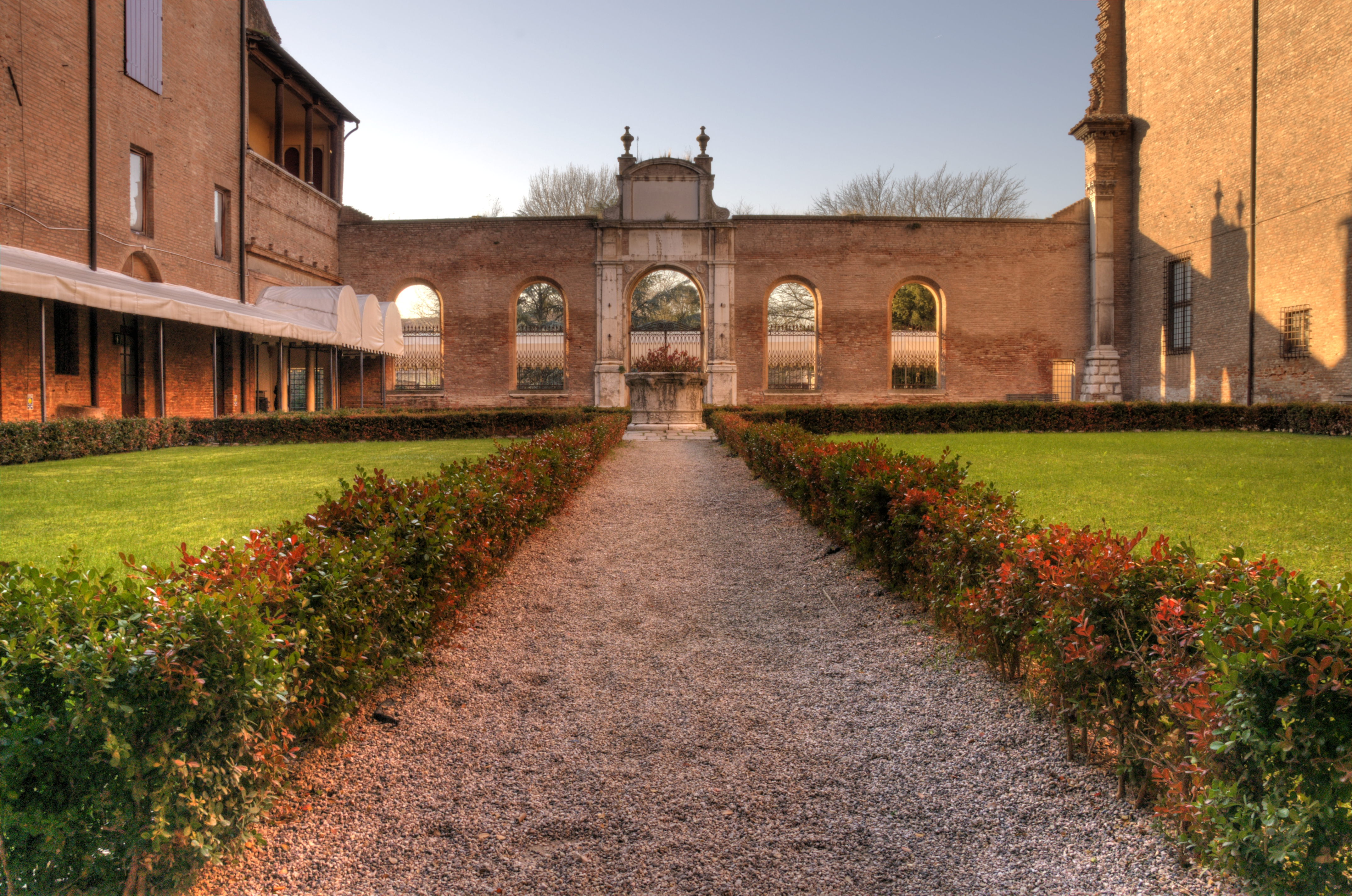
La cour intérieure du palais.
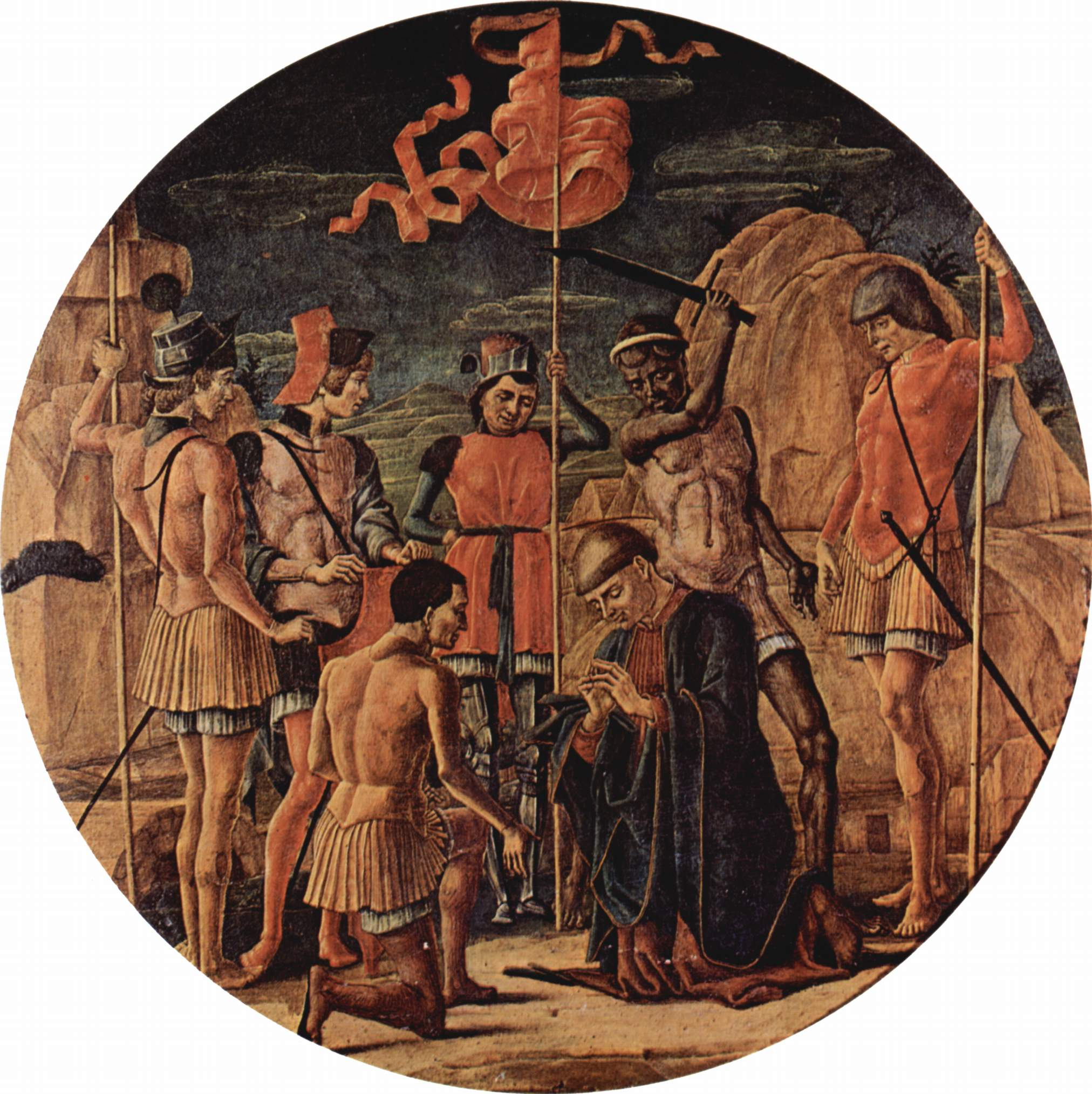
Le Martyre de san Maurelio de Cosmè Tura.
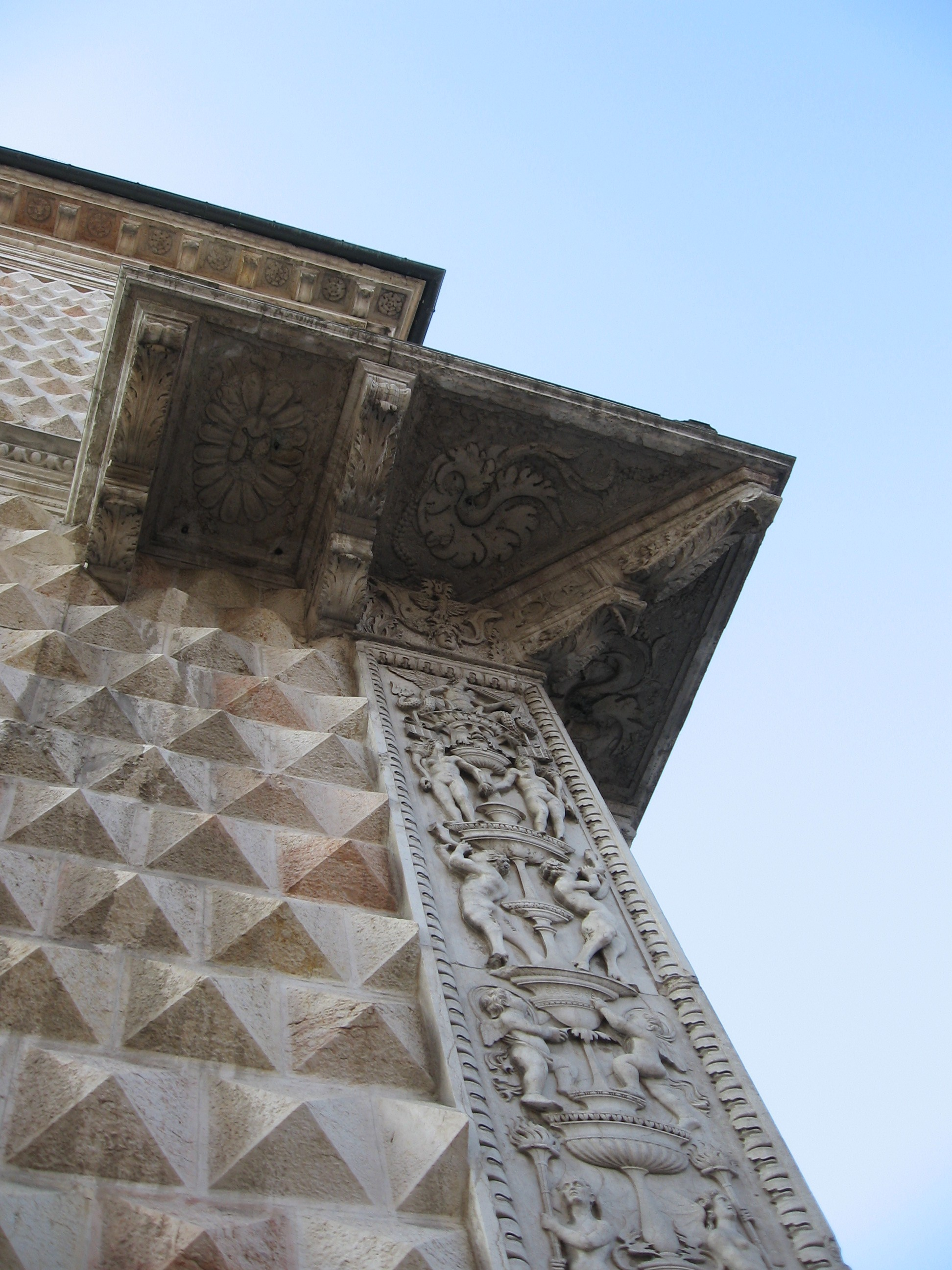
Détails du pilastre cornier.
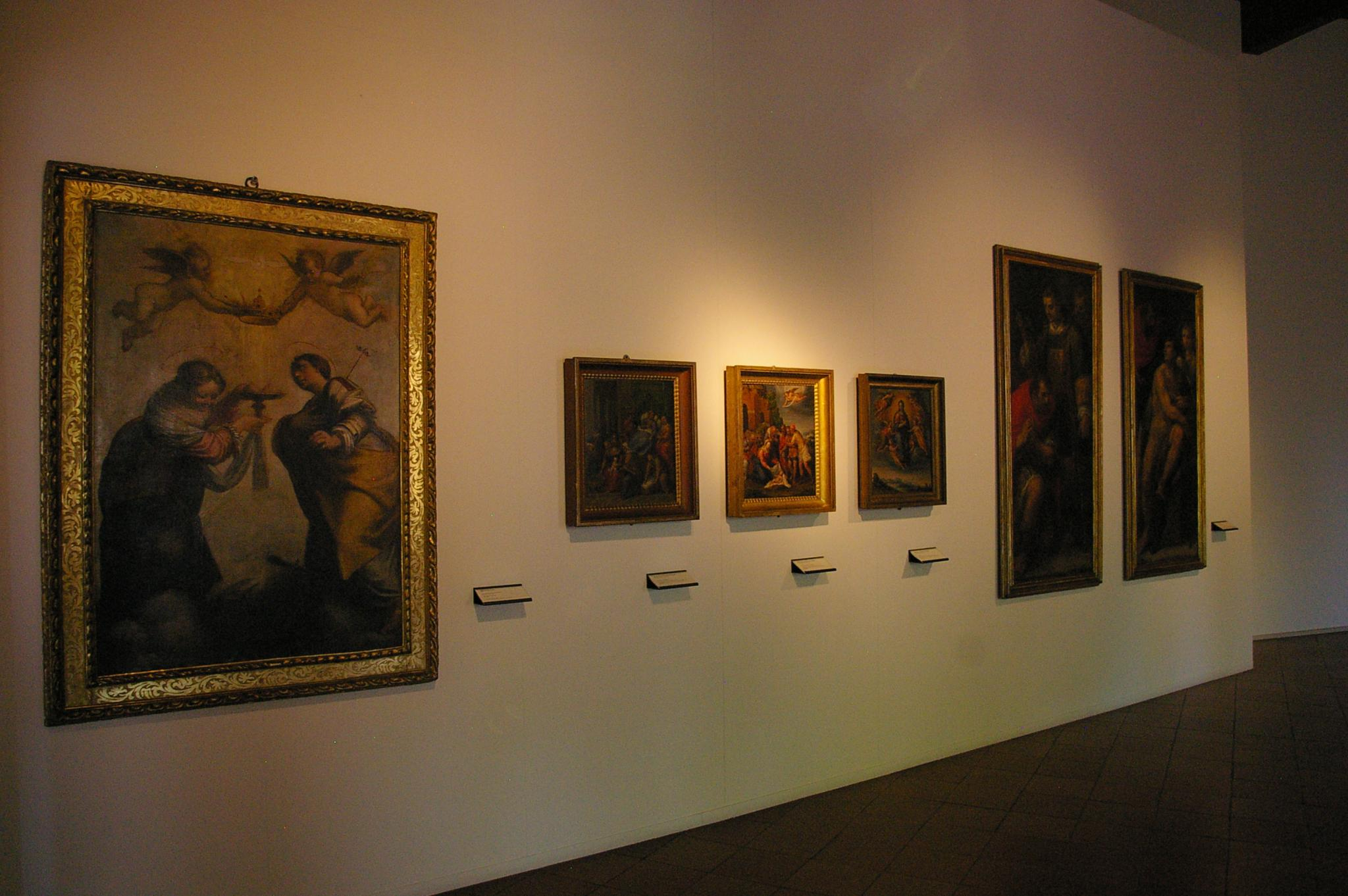
Une des salles de la pinacothèque.